# Procès de Marie-Antoinette d'Autriche
 (octobre 2009).
Si vous disposez d'ouvrages ou d'articles de référence ou si vous connaissez des sites web de qualité traitant du thème abordé ici, merci de compléter l'article en donnant les références utiles à sa vérifiabilité et en les liant à la section « Notes et références ».

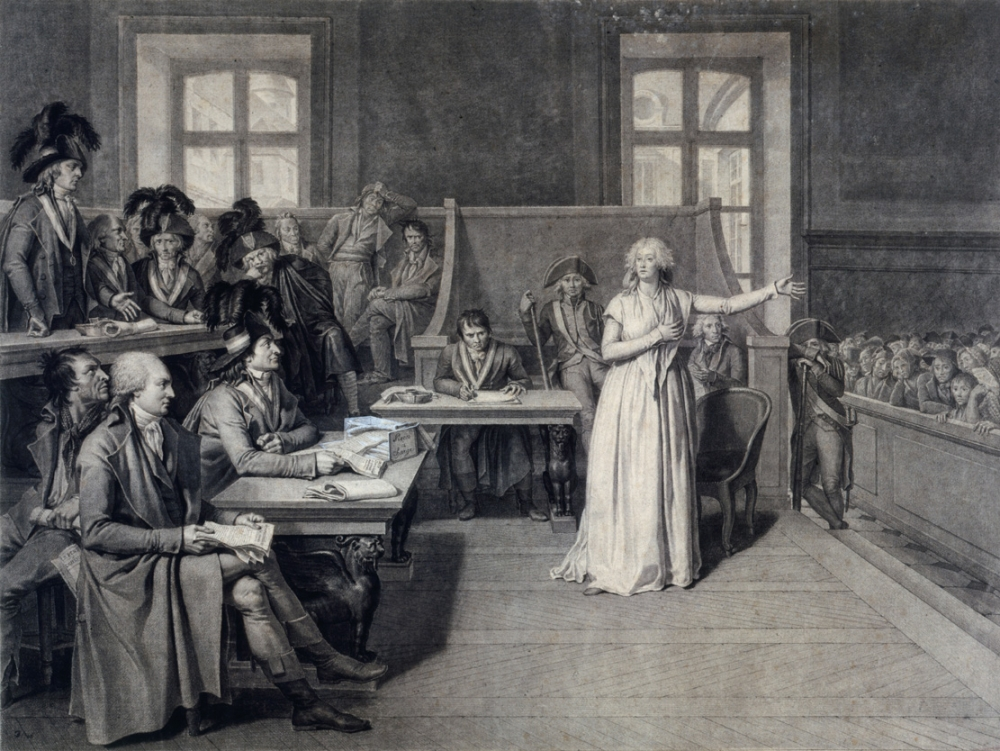
Marie-Antoinette au tribunal le 15 octobre 1793, dessin de Pierre Bouillon, 1793.

Le procès de Marie-Antoinette d'Autriche est la comparution de Marie-Antoinette d'Autriche, ancienne reine de France et de Navarre et ancienne reine des Français, devant le Tribunal révolutionnaire, sous le nom de veuve de Louis Capet, du 14 au 16 octobre 1793, la proclamation de l'abolition de la royauté étant effective depuis le 21 septembre 1792 et de l'avènement de facto de la Première République française. Défendue par les avocats Claude François Chauveau-Lagarde et Guillaume Alexandre Tronsson, elle a à répondre aux accusations de trahison et de conspiration contre l'État.  
Dès l'exécution de Louis XVI le 21 janvier 1793, la gauche de la convention nationale réclame la peine de mort pour l'accusée. Reconnue coupable, la reine déchue est finalement condamnée à la peine capitale le 16 octobre 1793 et exécutée le jour même.

## Prémices
Le 27 mars 1793, Robespierre clame à la tribune : « La punition d'un tyran, obtenue après tant de débats odieux, sera-t-elle donc le seul hommage que nous ayons rendu à la liberté et à l'égalité ? Souffrirons-nous qu'un être non moins coupable, non moins accusé par la Nation, et qu'on a ménagé jusqu'ici, comme par un reste de superstition pour la royauté ; souffrirons-nous qu'il attende tranquillement ici le fruit de ses crimes ? Une grande République, outragée avec tant d'insolence, trahie avec tant d'audace, attend de vous l'impulsion qui doit ranimer dans tous les cœurs une sainte antipathie pour la royauté, et donner une nouvelle force à l'esprit public ».
Le 3 octobre 1793, Jacques Nicolas Billaud-Varenne demande aux députés de la Convention de traduire Marie-Antoinette devant le Tribunal révolutionnaire. Le 5 octobre 1793, la Convention nationale vote le décret ordonnant que le « tribunal révolutionnaire s'occupera sans délai et sans interruption du jugement de la veuve Capet ».

## Instruction de l'affaire

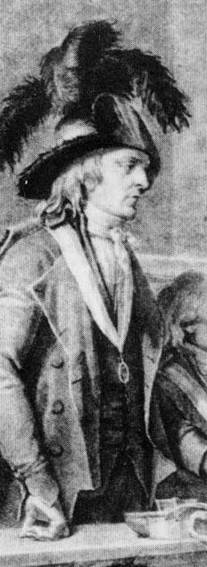
Portrait d'Herman d'après L'interrogatoire de Marie-Antoinette de Pierre Bouillon

Le dossier étant vide, on réunit à la hâte plusieurs comparses subalternes que l'on affuble de la qualité de témoins.
Le 6 octobre 1793, une commission constituée du maire de Paris Jean-Nicolas Pache, du procureur de la commune Pierre-Gaspard Chaumette, de deux membres du conseil général et d'un administrateur de police, se rend à la prison du Temple afin de procéder à l'interrogatoire de Louis XVII, et lui faire réitérer les graves accusations d'inceste proférées contre sa mère. Le lendemain, cette commission procède à l'interrogatoire de sa sœur Marie-Thérèse et de sa tante Élisabeth, lesquelles contestèrent les allégations de l'enfant.
Le 12 octobre 1793, à 6 h, Marie-Antoinette subit, à son tour, un interrogatoire secret destiné à préparer l'audience devant débuter le surlendemain. Entourée de deux gendarmes et d'un huissier, elle traverse la cour des hommes puis, par l'escalier Bonbec, pénètre dans la salle d'audience du Tribunal révolutionnaire. Cette « salle de la Liberté » (Grand'chambre) est la salle dans laquelle les rois tenaient jadis leurs lits de justice (actuelle première chambre du Tribunal de grande instance de Paris).
La reine déchue est invitée à s'asseoir sur une banquette, devant le bureau du jeune président du tribunal, Martial Herman - un protégé de Maximilien de Robespierre de 33 ans -, qui fait office de juge d'instruction, et en présence de l'accusateur public Fouquier-Tinville. Les questions posées à Marie-Antoinette n'appellent pas de réponses : elles constituent déjà des accusations.
Le président Herman demande à l'ancienne reine ses nom, âge, profession, pays, et demeure. Celle-ci répond : « Marie-Antoinette de Lorraine d'Autriche, âgée de 37 ans, veuve du roi de France ». Les questions s'enchaînent; Marie-Antoinette qui reste ferme écarte les accusations avec esprit et lucidité. 
Le président Herman articule son instruction autour de quelques thèmes majeurs, présentés avec outrance et développés au cours du procès: les relations coupables de la reine déchue avec l'Autriche, ses dépenses excessives, son influence néfaste sur Louis XVI, mais aussi son rôle dans plusieurs épisodes controversés de la Révolution : le banquet du 1er octobre 1789, la fuite en berline suivie de l'arrestation à Varennes, le massacre des Tuileries (10 août 1792), plus le récent « complot de l'œillet ». Les protagonistes ne parlent pas le même langage. 
Accusation : « Non contente de dilapider d'une manière effroyable les finances de la France, fruit des sueurs du peuple, pour vos plaisirs et vos intrigues, de concert avec d'infâmes ministres, vous avez fait passer à l'empereur des millions pour servir contre le peuple qui vous nourrissait. »
Marie-Antoinette : « Jamais, elle sait que souvent on s'est servi de ce moyen contre elle ; qu'elle aimait trop son époux pour dilapider l'argent de son pays ; que son frère n'avait pas besoin de l'argent de la France ; et par les mêmes principes qui l'attachaient à la France, elle ne lui en aurait point donné. »
Accusation : « A-t-elle observé (…) que lorsqu'il était question de savoir si Louis Capet sanctionnerait ou opposerait son veto aux décrets rendus dans le courant de novembre 1791, concernant ses frères, les émigrés et les prêtres réfractaires et fanatiques, ce n'est pas elle qui a déterminé Louis Capet à apposer son veto à ces décrets ? »
Marie-Antoinette : « Répond que son époux n'avait pas besoin qu'on le pressât pour faire ce qu'il croyait de son devoir ; qu'elle n'était point de conseil ; et que ce n'est que là que ces sortes d'affaires se traitaient et se décidaient. »
Accusation : « C'est vous qui avez appris à Louis Capet cet art de profonde dissimulation avec laquelle il a trompé trop longtemps le bon peuple français, qui ne se doutait pas qu'on pût porter à un tel degré la scélératesse et la perfidie ? »
Marie-Antoinette : « Oui le peuple a été trompé ; il l'a été cruellement, mais ce n'est ni par son mari, ni par elle. »
Accusation : « Vous n'avez jamais cessé un moment de vouloir détruire la liberté ; vous vouliez à quelque prix que ce fût et remonter au trône sur les cadavres des patriotes ? »
Marie-Antoinette : « Qu'ils n'avaient pas besoin de remonter sur le trône, qu'ils y étaient ; qu'ils n'ont jamais désiré que le bonheur de la France, qu'elle fut heureuse ; mais qu'elle le soit, ils seront toujours contents. »
L'interrogatoire terminé, le président Herman demande à l'accusée si elle souhaite l'assistance d'un avocat. Épuisée, Marie-Antoinette répond qu'elle n'en connaît aucun. Le tribunal lui commet d'office deux avocats : Claude François Chauveau-Lagarde et Guillaume Alexandre Tronsson.
Les avocats de Marie-Antoinette ne sont prévenus que le 13 octobre 1793. Or les débats doivent commencer le lendemain matin, dès 8 h. En hâte, Claude François Chauveau-Lagarde revient de sa maison de campagne et se précipite à la Conciergerie, où la reine déchue lui donne la connaissance de l'acte d'accusation. Au greffe, les pièces du dossier sont entassées dans un désordre indescriptible. Il faudrait au moins deux semaines pour trier et y voir clair. Claude François Chauveau-Lagarde réussit à convaincre Marie-Antoinette de solliciter un délai de trois jours. La Convention nationale refuse la demande, sans même l'étudier.

## Procès

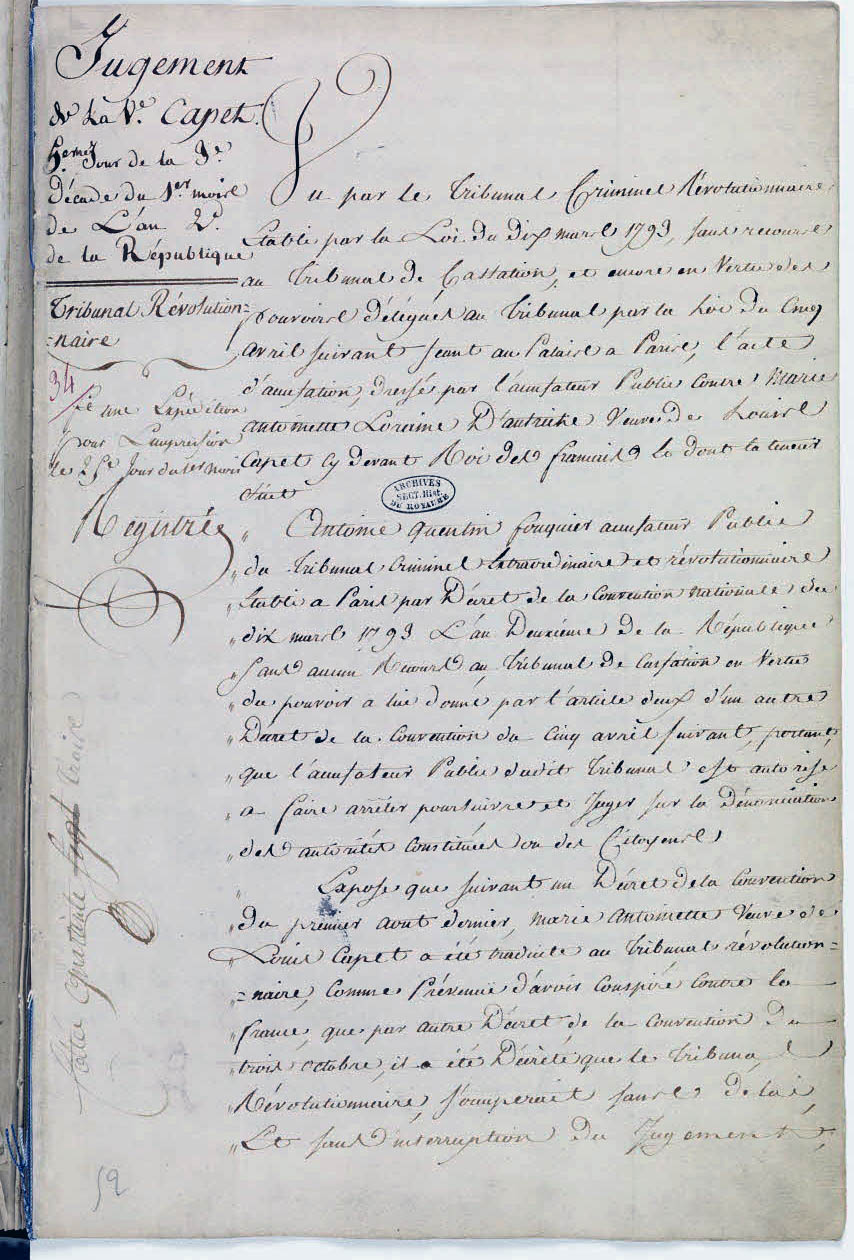
Acte de condamnation à mort de Marie-Antoinette par le Tribunal révolutionnaire, Archives nationales.

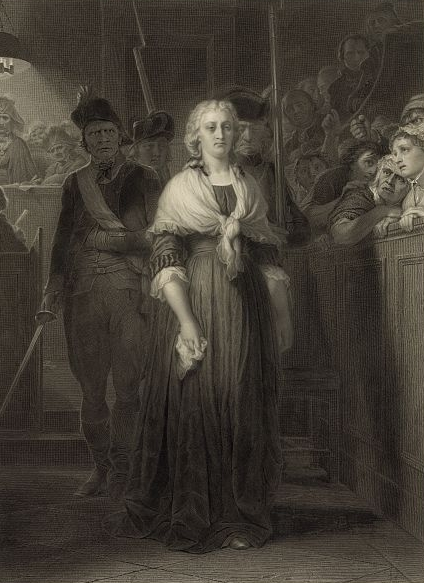
Marie-Antoinette sort du Tribunal révolutionnaire. Gravure d'Alphonse François d'après Paul Delaroche, 1857.

Marie-Antoinette est déférée devant la juridiction parisienne le 14 octobre 1793 sous le nom de veuve de Louis Capet.
Dès 8 h ce matin-là, un public nombreux assiste à l'audience du tribunal révolutionnaire, chargé de juger Marie-Antoinette. Celle-ci est conduite vers un fauteuil, placé bien en vue, sur une petite estrade. En face sont assis Martial Herman, entouré de ses assesseurs, Pierre-André Coffinhal-Dubail, Joseph Donzé de Verteuil, Gabriel Deliège et Antoine Marie Maire-Savary. Dans un coin sombre est assis Fouquier-Tinville. Les douze jurés, et les trois jurés de jugement font leur entrée.
Joseph Pâris dit Fabricius, le greffier, lit les huit feuillets de l'acte d'accusation. Commence alors l'interminable défilé des témoins. Durant quatre séances étalées sur deux jours, ils seront quarante à être appelés à la barre. Aucun de ces témoins n'apportera d'éléments décisifs. Marie Antoinette garde dignité et hauteur de vue, ce qui lui vaut une certaine admiration et un respect de plus en plus général. Les témoignages de l'accusation sont, le plus souvent, mal fondés sur des racontars ou des affabulations. De fait, les preuves tangibles de sa trahison, telles les lettres adressées à la cour d'Autriche donnant les plans de campagne de l'armée française, sont alors inconnues. 
Il y a plusieurs instants d'émotion. Le plus célèbre se situe après la déposition de Jacques-René Hébert qui ne fait que relayer les pamphlets pornographiques visant l'ancienne reine de France dès 1770 (Les amours de Charlot et Toinette, Le Godmiché royal en 1789, L'Autrichienne en goguettes, Fureurs utérines en 1791). Ce dernier a osé soutenir devant le tribunal que « ces deux femmes (Marie-Antoinette et Élisabeth de France) faisaient coucher Louis-Charles (Louis XVII) entre elles deux ; que là, il se commettait des traits de la débauche la plus effrénée. Qu'il n'y avait pas même à douter, parce qu'a dit le fils Capet, qu'il n'y ait eu un acte incestueux entre la mère et le fils ». Le président Herman, visiblement embarrassé, fait dévier les débats sur le « complot de l'œillet ». Mais après quelques questions, un juré revient sur les propos d'Hébert. Herman demande alors à Marie-Antoinette de s'expliquer. L'exclamation indignée de la reine déchue (« J'en appelle à toutes les mères ! ») suscite dans l'assemblée un mouvement d'admiration qui fit suspendre les débats. C'est ce moment du procès qui en constitue le passage le plus mémorable. Avant de clore les débats, le président Herman s'adresse à Marie-Antoinette : « Ne vous reste-t-il plus rien à ajouter pour votre défense ?  » L'accusée lui répondit qu' « hier, je ne connaissais pas les témoins. J'ignorais ce qu'ils allaient déposer. Eh bien, personne n'a articulé contre moi aucun fait positif. Je finis en observant que je n'étais que la femme de Louis XVI, et qu'il fallait bien que je me conformasse à ses volontés ».
Aux premières heures de ce matin du 16 octobre 1793, Fouquier-Tinville lance des imprécations vengeresses. Après lui, les avocats de la reine déchue se lancent dans de brillantes improvisations. Leurs plaidoiries n'ont pas été conservées. Claude François Chauveau-Lagarde parle pendant deux heures sur « la prétendue conspiration avec les puissances étrangères ». Tronson-Ducoudray réfute les allégations portées « sur les ennemis de l'intérieur ». Fouquier-Tinville, à bout de patience, fait arrêter les défenseurs de l'ancienne reine en plein tribunal puis la cour fait sortir l'accusée. Le président lui porte alors l'estocade, par un discours qui est en fait un second réquisitoire. Dès lors, la délibération des jurés est de pure forme. Ils répondent OUI aux quatre questions, à savoir si l'ancienne reine est coupable d'intelligence avec l'ennemi et de participation à un complot contre la République. Fouquier-Tinville requiert la peine de mort. Herman demande à Marie-Antoinette si elle « a quelques réclamations à faire sur l'application des lois invoquées par l'accusateur public  ». La reine déchue secoue la tête négativement. Herman s'adresse aux avocats, ramenés entre deux gendarmes. Chauveau-Lagarde reste muet. Tronson-Ducoudray ajoute que son ministère à l'égard de la veuve Capet est terminé.
Le président condamne alors « ladite Marie-Antoinette, dite Lorraine d'Autriche, veuve de Louis Capet, à la peine de mort. Le présent jugement sera exécuté sur la place de la Révolution, imprimé et affiché dans toute l'étendue de la République ».
À 4 h du matin, ce 16 octobre 1793, Marie-Antoinette quitte la salle du tribunal révolutionnaire.
L'exécution du jugement a lieu quelque 8 heures plus tard.